# Скопско кале
Скопското кале (на македонска литературна норма: Скопско Кале) е средновековна крепост, разположена на високия рид Градище над град Скопие, столицата на Северна Македония. През Средновековието крепостта е имала изключително стратегическо значение, а днес с панорамния си изглед към река Вардар е сред забележителностите на северномакедонската столица.

## Местоположение
Калето е разположено на 45 m висока тераса от мергелни седименти, издигната над левия бряг на Вардар, в днешния център на Скопие. Намира се на 4 km източно от римския град Скупи. На това място пътят от Косово пресича Вардар и върви на югоизток към Солун. Най-лесният достъп до терасата е през тясна седловина от север. Западният и южният склон се спускат вертикално към Вардар, а дългата североизточна страна се спуска косо към обширната долна тераса, обитавана в миналото.

## История на проучванията
Калето е използвано през целия османски период, както и в по-ново време за разполагане на местния гарнизон. Едва в 1951 година Югославската народна армия напуска крепостта. Някои военни сгради са разрушени, а в двете най-големи се помещават Археологическият и Историческият музей. В 1953 година са проведени първите археологически разкопки, които установяват наличие на праисторически пластове.
При Скопското земетресение от 1963 година сградите в Калето и стената пострадват силно. Затова в 1967 година са извършени много обширни разкопки, за да се проучи преди всичко стената с многобройните ѝ фази, както и сградите от вътрешната ѝ страна.

## История

### Античност
Установено е, че на тази естествено укрепена територия е имало селище в Ранната античност, датирано V - IV век пр.н.е. В края на Античността тук е издигната много здрава стена, която огражда площ от 280 х 110 m (2,3 ha). Най-монументална е североизточната стена, запазена в северната си половина с първоначалната си височина от 10 - 11 m. Широка е до 2,85 m, иззидана в здрав емплектон. Външността е облицована с много стотици травертинови блокове - квадери, сполии от римски стели, ари и архитектурни елементи, събрани главно от развалините на римския град Скупи. Блоковете са сложени в челно, легнало и странично положение, така че да образуват изключително стабилна и здрава връзка. Кулите на тази стена са покрити по същия начин. Една кула има кръгла основа, една многоъгълна, една правоъгълна и четири триъгълни.
Този начин на облицовка на стените, стилът на блоковете, както и формите на кулите са много характерни елементи, които се свързват с голямото крепостно изграждане при Юстиниан Велики през VI век.
Калето е служило за акропол на градското селище, оформено на долната тераса източно от него. Площта на Долния град е около 10 ha и изобщо не е проучена. В района на църквата „Свети Спас“ и северно от нея са правени сондажни проучвания. Тук се простира здрава стена, подсилена с вградени травертинови блокове. Върху това пространство са наслоени останките от средновековния Долен град и от турско време. Най-старите останки лежат дълбоко под съвременни пластове и насипи, които тук са много високи.
Към ранновизантийския град е вървял монументалният Скопски акведукт, носещ вода от Скопска Църна гора.

### Средновековие

#### Стените на Горния град
При обширните разкопки от 1967 година и по-късно е открита цялата стена на Горния град. Състои се от голям брой по-малки части от стени, дозиждани и надзиждани върху останките от VI век в периода от X - XI век до XVII - XVIII век. Помежду си тези части се различават според начина на зидария и използвания материал, според размерите, украсата, сглобяването на контрафорси, стълби и други, и се датират според археологическото съдържание на свързаните с тях жилищни пластове. Благодарение на изключителните си технически характеристики, стената от VI век остава добре запазена дори след славянските нашествия в края на VI век. Най-здрава е стената по дългата челна страна, обърната на североизток и север. Стената е запазена в тази част почти напълно до Новото време и е частично разрушена при земетресението от 1555 година, вероятно от Пиколомини през 1689 година и накрая в 1916 - 1917 година. Участъците от стените, изтеглени по стръмния южен и западен ръб на платото, са с по-слаби основи и с течение на времето се свличат надолу по склона. Те са последователно надграждани през Средновековието и Новото време.
От северната страна, в средата е имало вдадена порта, от която след пробиването на модерния асфалтов път остават само следи. Северозападният ъгъл на стената е подсилен от полукръгла кула, която се плъзга по скалите и през XII век е заменена от квадратна кула, преместена на изток. Кръглата североизточна кула е запазена с височина до 11,5 m и е имала тухлен купол на върха (VI век). Серия дупки за дървените греди показват, че кулата е имала сутерен, приземен и горен етаж. Малкото правоъгълно преддверие на кулата е засводено на височината на пода и украсено със стенописи (XII век). Върху стенописите има издълбани сграфити (XIII век). Изглежда, че кулата е била седалището на управника, кефалията на кулата. В един период сутеренът е служел като затвор - сред строителни отпадъци и счупени луксозни чинии от началото на XIII век е открит скелет на затворник, който се е опитвал да изкопае тесен канал надолу, за да мине под основите на кулата. Очевидно не е успял и умрял с глава вертикално надолу, вероятно затрупан и задушен.
В югоизточния ъгъл на Горния град е запазена многоъгълна кула и част от стената до нея, широка до 4,30 m. Отвън има следи от опит за разрушаване под формата на дълъг и дълбок подкоп в основите, хоризонтално всечен под стената. В раннотурско време кулата отвътре е била заливана с хоросан и е служела за оръдейна, преди по-късно през XVII - XVIII пред нея да бъде построена топовна кула.
Южната стена на участъка западно от споменатата кула е съставена от поредица части, строени през различни векове. Част от X - XI век, а след нея част от XIV с вътрешни контрафорси, покрай която е имало църква от XII век, разрушена в XIII век. До стената са открити множество стенописи и част от скритите църковни съкровища, изработени от сребро с позлата - част от верижка за икона, ампула с верижка, голяма чаша с алмадини и декоративен надпис и други. В грамотата от 1300 и 1308 година са изброени три църкви в Горния град. Следващата част е от времето на Комнините и върху нея отвътре са се опирали малки дървени постройки, вероятно казарми. Те са датирани към XII - XIII век с намерените монети. Върху тях през XIV век е построена по-голяма каменна сграда с мазилка. Тя е надстроена и разширена през XV и XVI век и е разрушена със силен пожар и срутване в края на XVII век.
В западната част на южната стена се намира южната порта, създадена през XII век и преустройвана, зазиждана и адаптирана към променените условия през турския период до XVIII век, когато е зазидана и на нейно място е оставена малка потерна.
От вътрешните сгради са разкопани само една част от голямата сграда, разположена в северозападния ъгъл на Горния град, вероятно резиденцията на сръбските владетели от XIV век. Това е част от съборна или рицарска зала. При земетресението от 1963 година целият този сектор поддава и заедно със западната стена се плъзга надолу по скалите.

#### Предзид
Пред стената има и предзид (протеихисма), отдалечен на 12 - 25 m от южната стена, на 6 – 25 m от североизточната страна и на 40 m от северната страна на Калето. Поради стръмността на скалите западната страна не е имала предзид. Предзидът на южната страна е тясна каменна покривка, която покрива неравния скалист склон с височина до 16 m. Предзидът от североизточната страна е изграден статично като основната стена, само че е много по-тесен и нисък. Пред него е изкопан отбранителен ров. В средата стои порта с дървен мост над рова (XVI - XVII век).
В северната част на цвингера, между основната стена и предзида има рядък фортификационен детайл - голяма и масивна шахта, дълбока 6 – 7 m с двукрила дървена порта отвън, която е служила за внезапно излизане на защитниците от нивото на цвингера навън в рова. Несъмнено датира от VI век. През турско време портата е зазидана с нов предзид, на който са оставени две малки изходни порти.
Зидарията на предзида, която се вижда, носи черти от къснотурската епоха (XV - XVIII век). След изоставянето на основната крепостна стена и навлизането на огнестрелното оръжие, предзидът изцяло поема функцията на вътрешната стена.

#### Долен град
Теодор Метохит в 1299/1300 година пише, че в града освен Горния град има и Долен, защитен със стена, и че тук се е намирала и най-красивата катедрална църква. Според Иван Микулчич местоположението на Долния град дълги години е погрешно определяно. В северозападното подножие на Калето, в речната равнина на Вардар, има кула с квадратна основа, която в грамотата от 1300 година се нарича Воден пирг. За тази кула се е смятало, че е част от северната стена на града. Според Микулчич обаче южната и западната страна на Водната кула са облицовани с декоративни травертинови блокове и няма следи от контакт със стена или порта. Очевидно те са външните стени. До кулата се опират стените от източната и северната страна и са затваряли много малко пространство на скалистия склон с размери 40 х 30 m. Това пространство се простира на север, а не на юг от Водната кула и има второстепенна функция: в случай на обсада защитниците могат да стигнат до водата, защитена от долните стени. Районът на Долния град се потвърждава от археологическите останки на по-ниската тераса източно и североизточно от Горния град. Контурите на тази тераса, от 8 – 10 ha, могат да се видят в релефа на почвата на онези места, които не са напълно унищожени от съвременните сгради. Южната стена на Долния град според Микулчич е минавала по южния ръб на терасата, който е отчетливо стръмен и висок няколко метра. Тя е била долепена до югоизточния ъгъл на Горния град, непосредствено под голямата къснотурска кръгла оръдейна кула. Тук на предзида все още могат да се видят следи от напречна градска стена, която води на изток. Най-вероятно на това място е стояла южната градска порта; зад нея е вървяла главната улица през Долния град. По нейното трасе върви и днешната улица „Македония” в посока север, към днешните главни казарми и по-нататък към Косово. Тази основна линия съществува непроменена в продължение на много векове.
На около 100 m североизточно от предполагаемата порта, под помощните сгради на църквата „Свети Спас“ (XVII век) са сондирани стените на Долния град. Южно от църквата се простирали гробищата. На около 60 – 70 m северно от „Свети Спас“, до улица „Шарска“, е сондиран същият зид, покрит с дялани травертинови блокове. На още 100 – 200 m на север по същата изохипса се простира големият подзид на двора на Мустафа паша джамия. Подзидът е висок 6 – 10 m и несъмнено опира в североизточната част на разрушената средновековна градска стена. Под него, в района на Музея на Македония, при изграждането му са открити средновековни пластове със сръбски сребърни монети от XIV век. В тази зона вече започва открито предградие - Варош, без градски стени, което се простира на изток, според Микулчич, до река Серава. Това е западният край на Старата чаршия.

## Консервация и реставрация
Заради стратегическото си местоположение крепостта е изграждана, рушена и възстановявана многократно от различни завоеватели. След земетресението от 1963 година са извършени реставрационни и консервационни дейности, като са укрепени кръглите и квадратни кули и дори са достроени някои участъци от крепостта.
Скопското кале е едно от най-популярните места за туристите в Скопие. От крепостта има изглед към северномакедонската столица. Друго предимство на Калето е неговата близост до Старата скопска чаршия. През лятото Скопското кале е сцена на културни прояви като концерти и театрални представления.